# Bezirk Żurawno
Bezirk Żurawno – dawny powiat (Bezirk) kraju koronnego Królestwo Galicji i Lodomerii, funkcjonujący w latach 1854–1867. Siedzibą starostwa było miasteczko Żurawno.

## Historia
Bezirk Żurawno utworzono w ramach reformy uwłaszczeniowej z okresu Wiosny Ludów (1848–1849), która likwidowała jurysdykcję właściciela ziemskiego nad poddanymi. W Galicji, dominium – jako podstawowa jednostka administracyjna i filar systemu feudalnego straciło rację bytu. Konieczne stało się zatem wprowadzenie nowego systemu administracyjnego, którego zręby powstały w latach 1851–1855. Nowy trójstopniowy podział administracyjny objął 21 cyrkułów (niem. Kreise), 179 małych powiatów (niem. Bezirke) i ponad 6000 gmin (niem. Gemeinde).
Bezirk Żurawno objął obszar o wielkości 9,9 mil², zamieszkany przez 27.192 ludzi i podzielony na 39 gmin katastralnych, w tym dwa miasteczka (Ruda i Żurawno). Wszedł w skład cyrkułu stryjskiego, jako jeden z jego dziewięciu powiatów. Powiat miał nietypowy, zygzagowaty kształt oraz pięć eksklaw, które stanowiły:
- gmina Dzieduszyce Małe na południowym zachodzie – położona między Bezirk Bolechów i Bezirk Dolina w cyrkule stryjskim;
- gmina Międzyrzecze na północy – położona między Bezirk Mikołajów (cyrkuł stryjski) i Bezirk Chodorów (cyrkuł brzeżański);
- gmina Hrehorów na północnym wschodzie – położona między Bezirk Wojniłów (cyrkuł stryjski) i Bezirk Chodorów (cyrkuł brzeżański);
- gmina Czeremchów na północnym wschodzie – położona prawie zupełnie wewnątrz Bezirk Chodorów w cyrkule brzeżańskim, jedynie z ograniczoną stycznością z cyrkułem stryjskim poprzez Bezirk Wojniłów;
- gmina Wierzbica na północnym wschodzie – położona całkowicie wewnątrz Bezirk Chodorów w cyrkule brzeżańskim.

Po nadaniu Galicji autonomii oraz powołaniu samorządu gminnego i powiatowego w 1865 zlikwidowano cyrkuły (Kreise). Dotychczasowe małe powiaty (Bezirke) w liczbie 179, utrzymały się do 1867 roku, kiedy to w następstwie kolejnej reformy administracyjnej (23 stycznia 1867) zostały zastąpione przez 74 większych powiatów. Obszar zniesionego Bezirk Żurawno wszedł wtedy w skład nowych powiatów: żydaczowskiego, bóbreckiego, kałuskiego i rohatyńskiego (vide podział w tabeli poniżej). 1 sierpnia 1878 zeksklawizowaną gminę Dzieduszyce Małe przeniesiono z powiatu żydaczowskiego do powiatu stryjskiego, a gminę Holeszów (z Łapszynem i zeksklawizowanymi Uruskami) z powiatu bóbreckiego do powiatu żydaczowskiego. 1 stycznia 1887 gminę Stańkowa przeniesiono z powiatu żydaczowskiego do powiatu kałuskiego.

## Podział administracyjny (1854)
| Lp. | Gmina jednostkowa               | Powierzchnia | Ludność | Powiat w 1867 po zniesieniu |
| --- | ------------------------------- | ------------ | ------- | --------------------------- |
| 1   | Żurawno (m)                     | 20000        | 2398    | żydaczowski                 |
| 2   | Bujanów                         | 20000        | 463     | żydaczowski                 |
| 3   | Tarnawka i Dubrawka             | 20000        | 690     | żydaczowski                 |
| 4   | Mazurówka i Włodzimierce        | 20000        | 802     | żydaczowski                 |
| 5   | Kotoryny i Huta                 | 20000        | 326     | żydaczowski                 |
| 6   | Manasterzec, Mielnicz i Uruskie | 20000        | 1586    | żydaczowski / bóbrecki      |
| 7   | Pobereże i Adamówka             | 20000        | 519     | żydaczowski                 |
| 8   | Protesy                         | 20000        | 569     | żydaczowski                 |
| 9   | Lutynka                         | 500          | 253     | żydaczowski                 |
| 10  | Młyniska                        | 5000         | 542     | żydaczowski                 |
| 11  | Międzyrzecze                    | 5000         | 494     | żydaczowski                 |
| 12  | Smuchów                         | 5000         | 262     | żydaczowski                 |
| 13  | Zabłotowce                      | 5000         | 563     | żydaczowski                 |
| 14  | Ruda (m), Kochawina i Hanowce   | 5000         | 1072    | żydaczowski                 |
| 15  | Juseptycze                      | 5000         | 568     | żydaczowski                 |
| 16  | Łowczyce                        | 2000         | 625     | żydaczowski                 |
| 17  | Balicze Podróżne                | 9000         | 582     | żydaczowski                 |
| 18  | Balicze Podgórne                | 9000         | 689     | żydaczowski                 |
| 19  | Dzieduszyce Małe                | 9000         | 643     | żydaczowski                 |
| 20  | Lachowice Podróżne              | 11500        | 1390    | żydaczowski                 |
| 21  | Lachowice Zarzeczne             | 11500        | 790     | żydaczowski                 |
| 22  | Łysków                          | 11500        | 450     | żydaczowski                 |
| 23  | Sulatycze i Izydorówka          | 11500        | 813     | żydaczowski                 |
| 24  | Lubsza                          | 6500         | 547     | żydaczowski                 |
| 25  | Jajkowce                        | 6500         | 335     | żydaczowski                 |
| 26  | Korczówka                       | 6500         | 293     | żydaczowski                 |
| 27  | Żyrawa                          | 3500         | 411     | żydaczowski                 |
| 28  | Obłaźnica                       | 3500         | 362     | żydaczowski                 |
| 29  | Nowe Sioło z Kornelówką         | 3500         | 506     | żydaczowski                 |
| 30  | Holeszów i Łapszyn              | 3500         | 781     | bóbrecki                    |
| 31  | Bortniki                        | 2500         | 645     | bóbrecki                    |
| 32  | Czeremchów                      | 2500         | 267     | bóbrecki                    |
| 33  | Hrehorów z Ostrowem             | 2000         | 730     | rohatyński                  |
| 34  | Wierzbica                       | 1000         | 415     | bóbrecki                    |
| 35  | Czerteż                         | 6000         | 868     | żydaczowski                 |
| 36  | Stańkowa                        | 6500         | 1169    | żydaczowski                 |
| 37  | Wierzchnia                      | 6500         | 761     | kałuski                     |
| 38  | Zawadka                         | 5000         | 208     | kałuski                     |
| 39  | Zbora                           | 2500         | 805     | kałuski                     |

Objaśnienie:
(M) = miasto; (m) = miasteczko